# De stier
De stier is een schilderij van de Nederlandse kunstschilder Paulus Potter. Het schilderij (olieverf op doek) meet 2,355 × 3,39 meter. Het is geschilderd in 1647, toen Potter ongeveer 21 jaar was. Het schilderij bevindt zich in het Mauritshuis in Den Haag.

## Afbeelding
Aanvankelijk wilde Potter alleen een stier schilderen. Later bevestigde hij links, rechts en bovenaan nieuwe stukken doek en breidde de afbeelding uit met de boer, een koe, drie schapen en rechts een weide met vee. Rechtsboven vliegt een leeuwerik. Aan de horizon is de kerk van Rijswijk te zien, waar Potter toen woonde.
Ondanks de minutieus geschilderde details (zoals de vliegen op de vacht en een koeienvlaai en kikker op de voorgrond), is de stier niet geheel realistisch weergegeven maar mogelijk gebaseerd op eerder door Potter gemaakte tekeningen van dieren van uiteenlopende leeftijd: de halskwab en horens lijken van een jonger dier dan het gebit, en de forse schouders duiden op een volwassen exemplaar terwijl de billen eerder aan een jong rund toebehoren.
De boer in De Stier stond model voor het personage Teun in het leesplankje van Hoogeveen.

## Historie
Bij de verovering van de Republiek der Zeven Verenigde Nederlanden door de Fransen onder Napoleon Bonaparte werd het doek in 1795 tezamen met andere schilderijen uit de collectie van stadhouder Willem V in Den Haag meegenomen naar Parijs, waar het in het Louvre tentoongesteld werd. In 1815 werd het naar Nederland teruggehaald. In 1822 werd de genoemde collectie aan het Buitenhof in het Mauritshuis ondergebracht.